# Zusatzverluste
Als Zusatzverluste bezeichnet man in der Elektrotechnik die Verluste, die bei einer rotierenden elektrischen Maschine auftreten und die messtechnisch nicht oder nur mit hohem Aufwand erfassbar sind. Diese Verluste treten verstärkt bei drehzahlvariablen Antrieben durch Oberwellen und Oberfelder auf. Die Zusatzverluste betragen je nach Maschinentyp zwischen 5 und 15 Prozent der Gesamtverluste der jeweiligen Maschine. Gemäß der DIN VDE 0530 werden die Zusatzverluste mit einem Zuschlag von 0,5 Prozent der Bemessungsleistung bei Volllast berücksichtigt.

## Grundlagen
Jede rotierende elektrische Maschine ist mit Verlusten behaftet. Sie werden unterteilt in elektrische Verluste (Kupferverluste, Eisenverluste) und mechanische Verluste, z. B. Reibungsverluste. Zu den Reibungsverlusten gehören die Lagerreibungsverluste, die Bürstenreibungsverluste sowie die Luftreibungsverluste durch den Lüfter, die drehzahlabhängig sind. Diese Verluste lassen sich messtechnisch mit speziellen Messschaltungen ermitteln. Außerdem gibt es Verluste, die sich messtechnisch nicht oder nur mit hohem Aufwand erfassen lassen, diese werden als Zusatzverluste bezeichnet. Ursachen für die Zusatzverluste sind z. B. Zahnpulsationsverluste und Stromwärmeverluste, die durch Quer- und Oberwellenströme entstehen. Aber auch durch sogenannte Barkhausen-Sprünge entstehen lokal zusätzliche Wirbelströme, die zu Zusatzverlusten führen. Die Zusatzverluste werden mathematisch ermittelt. Allerdings fallen nicht alle Verluste bei jeder Maschinenart gleich stark ins Gewicht.

## Auftreten und Arten
Die Zusatzverluste treten im magnetischen Kreis, an den Oberflächen des Luftspalts, in der Statorwicklung und im Läuferkäfig sowie, falls vorhanden, in den Permanentmagneten auf. Sie setzen sich zusammen aus lastabhängigen, nur im Nennbetrieb wirksamen, Zusatzverlusten und aus lastunabhängigen Zusatzverlusten. Bei den lastabhängigen Zusatzverlusten kommt es zu physikalischen Effekten, die sich gegenseitig beeinflussen, wobei der eine Effekt die Verluste vergrößert und der andere Effekt die Verluste verringert. Dies macht einige Zusatzverluste wie z. B. die Stromverdrängung in den Wicklungen oder Wirbelstromverluste in den Leitern nur schwer berechenbar. Weitere Zusatzverluste sind die Oberflächenverluste in den Stator- und Rotorzahnköpfen, Querstromverluste im Läufer bei geschrägtem nicht isoliertem Käfig. Diese Eisenquerströme kommen insbesondere bei benachbarten Läuferstäben vor. Des Weiteren entstehen Ummagnetisierungsverluste im elektrisch leitfähigen Gehäusemantel und in den Endblechen und Stromwärmeverluste im Läuferkäfig durch Rotoroberströme. Zudem können Zusatzverluste durch Oberfelderscheinungen entstehen. Diese Verluste treten bereits im Leerlauf auf und wachsen bei konstantem Schlupf quadratisch mit dem Ständerstrom, sind somit stark lastabhängig.

## Ermittlung und Berechnung
Zur Ermittlung und Berechnung der Zusatzverluste werden je nach Maschine unterschiedliche Methoden angewendet. So sind z. B. für die Ermittlung der Zusatzverluste von Kurzschlussläufermotoren relativ komplizierte Messverfahren erforderlich. Hierfür gibt es zwei Methoden, die in der Norm IEEE112  beschrieben werden, bei denen die Zusatzverluste entweder durch Drehmomentmessungen ermittelt oder in Abhängigkeit von der Bemessungsleistung festgelegt werden. Bei Schleifringläufermotoren können die Zusatzverluste einfach aus den Kurzschlussversuchen ermittelt werden. Eine weitere Möglichkeit, die Zusatzverluste zu ermitteln, besteht darin, zunächst die Gesamtverluste zu ermitteln und daraus dann die Zusatzverluste zu berechnen. Vereinfacht lassen sich die Zusatzverluste auch über die Nennleistung abschätzen, indem man die mechanisch abgegebene Leistung mit dem Faktor 0,005 multipliziert.